# Shihan
Shihan (師範?) es un término del idioma japonés, generalmente usado en las artes marciales procedentes de Japón como un título honorífico para referirse a los maestros de maestros en un estilo específico.
Las diferentes organizaciones de artes marciales tienen diversos requerimientos para el uso del término en carácter de título honorífico, generalmente involucra ciertos derechos como el de usar símbolos especiales que identifican el rango y otorgar grados en el arte en el cual se ostenta.
Por ejemplo en la organización del arte del ninjutsu, la Bujinkan se genera el derecho cuando los otros Shihan se refieren a la persona con ese título (debe tener como mínimo 10 dan ya que esta organización son 15 el máximo), en judo, y en aikidō se llega al título de shihan al alcanzar al menos el grado de sexto dan.
En karate se llega a este título en cuarto dan con el nombramiento de shihan-dai, posteriormente pasado el séptimo dan se le nombra shihan únicamente, en noveno y décimo se nombra soke.
Los cinturones de estos shihan varían según la organización a la que pertenezcan siendo muy habitual la utilización de una franja roja en medio del cinturón el cual va creciendo al mismo tiempo que el shihan avanza de grado hasta que en el décimo dan o soke la franja cubre toda la cara frontal del cinturón, pero en los sistemas los cuales llegan hasta séptimo dan este es de color rojo con blanco.
- Datos: Q1504372